# Parnassia nubicola
Parnassia nubicola là một loài thực vật có hoa trong họ Dây gối. Loài này được Wall. ex Royle mô tả khoa học đầu tiên năm 1835.